# Ewald Busse GmbH (Unternehmen)
1. WEITERLEITUNG Ewald Busse (Unternehmen)